# 다니무라 가이나
다니무라 가이나(일본어: 谷村 海那, 1998년 3월 5일~)는 일본의 축구 선수이다.

## 구단 경력
그는 2020년 일본 풋볼 리그의 이와키 FC에 입단했다. 2021년 일본 풋볼 리그 우승으로 J3리그로 승격했다. 2022년 J3리그 우승으로 J2리그로 승격했다. 2025년까지 160경기에 출전하여, 46득점을 넣었다. 2025년 7월 J1리그의 요코하마 F. 마리노스로 이적했다.